# شاه رستم خورشیدی
شاه رستم خورشیدی یا ملک شاه رستم نوزدهمین حاکم دودمان اتابکان لر کوچک و فرزند شاه حسین خورشیدی است. او پس از مرگ پدرش بر لر کوچک حکومت کرد و با صفویان رابطه نزدیکی پیدا کرد.

## حکومت
دایرةالمعارف بزرگ اسلامی دربارهٔ او می‌نویسد: «پس از قتل شاه حسین پسرش شاه رستم به حکومت رسید. از اوایل فرمانروایی وی آگاهی چندی در دست نیست و اواخر حکومت او با ظهور دولت صفویه مصادف شد.»

## روابط با صفویان
پس از ظهور صفویان، شاه اسماعیل اول صفوی به بغداد حمله کرد و آن را به تصرف خود درآورد و سپس برای تصفیه امور با مشعشعیان راهی خوزستان گشت. در این بین به شاه اسماعیل صفوی خبر دادند که شاه رستم مغرور شده و از رده فرمانبرداران خارج است. شاه اسماعیل برای شاه رستم نامه‌ای بدین شرح فرستاد: «شنیده‌ام شما شیعهٔ فطری شاه مردانید و نمی‌خواهم که در میانهٔ ما و شما کار به جنگ و جدال برسد. می‌باید بیش از این در بادیهٔ خودسری سرگردان نشوی. اگر چه حق به طرف تو بوده‌است که اطاعت سُنیان نمی‌کردی و حال، خود روزگار به کام شما گردیده و مذهب امامیه رواج یافته، برخاسته به خدمت ما بیائید که تو را ببینیم و همان در ملک موروث بوده باشی.»

شاه رستم از پذیرش دعوتنامه امتناع کرد و با سپاهیانش به دامنه کوه‌ها عقب‌نشینی کرد و در آنجا مستقر شد. شاه اسماعیل صفوی نیز حسین بیک الله را با ده هزار نفر از سپاهیانش راهی لرستان ساخت. شاه رستم توسط سپاه صفوی محاصره و ناچار به تسلیم شد و برای ملاقات با شاه اسماعیل صفوی به شوشتر رفت. اسکندر بیگ ترکمان در کتاب عالم آرای عباسی می‌نویسد:

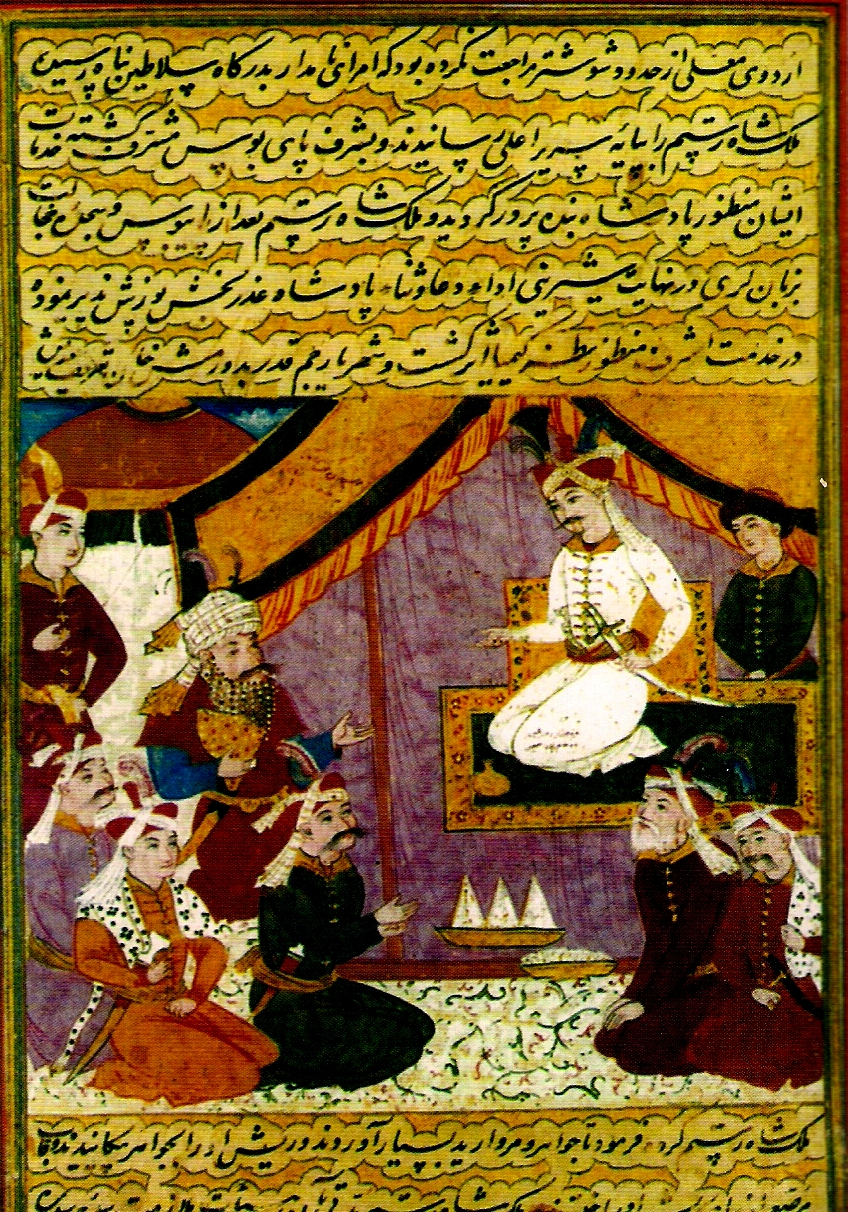
مینیاتوری از دیدار شاه اسماعیل اول با شاه رستم خورشیدی

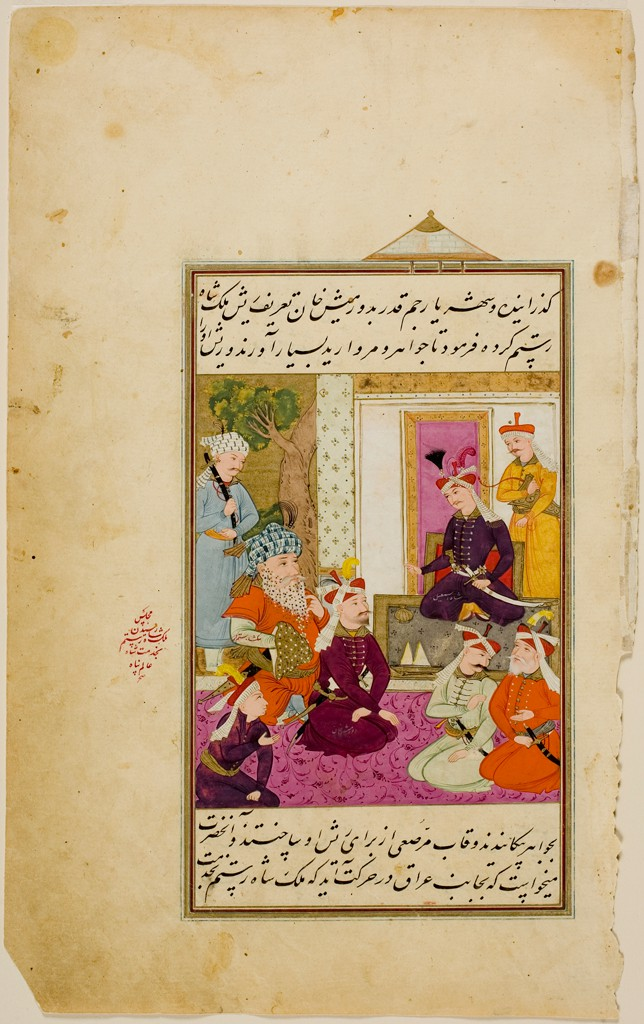
برگی از کتاب عالم آرای شاه اسماعیل، دیدار شاه اسماعیل اول با شاه رستم خورشیدی اثر معین مصور.

اردوی معلی از حدود شوشتر مراجعت نکرده بود که امرای نامدار بدرگاه سلاطین شاه رسید، ملک شاه رستم را سایه سریر اعلی رسانیدند و بشرف پای بوس مشرف گشته خدمات ایشان منظور پادشاه بنده پرور گردید و ملک شاه رستم بعد از اسوس و سجل خجالت به زبان لری در نهایت شیرینی اوا و دعا و ثنا پادشاه عذر بخشش و پوزش ندیر نمود و در خدمت اشرف منظور سطر کیمیا گشت. —اسکندر بیگ ترکمان، تاریخ عالم آرای عباسی
سخنان شاه رستم به قدری شاه اسماعیل را تحت تأثیر قرار داد که شاه به یکی از سردارانش دستور داد ریش شاه رستم را جواهر و مروارید بگیرند و قاب مرصعی برای ریش او بسازند. شاه رستم مدتی در اردوی صفوی حضور داشت و بعد از مدتی دوباره به حکومت لرستان منصوب شد.

## مرگ و جانشینی
سرانجام در سال ۹۲۰ و پس از جنگ چالدران شاه رستم به دلیل کهولت سن درگذشت و فرزندش اغور جانشین وی شد.

## شاهنامه لکی
یکی از اقدامات شاه رستم خورشیدی در زمان حکومت خود، دستور سرودن شاهنامه لکی بوده است. شاهنامه لکی مجموعه‌ای از اشعار حماسی که به زبان لکی سروده شده و در کتابی با همین عنوان توسط حمید ایزدپناه گردآوری شده و به چاپ رسیده‌ است.
نسخهٔ نخستینِ این کتاب شامل ۱۴۶۷ بیت بوده‌است؛ که هم‌اکنون بالغ بر ۳۰۳۳ بیت است.